# Cranaos
Dans la mythologie grecque, Cranaos (en grec ancien Κραναός / Kranaós) est un autochtone (enfant spontané de la terre). Il devient le deuxième roi légendaire d'Athènes en succédant à Cécrops après sa mort. Le pseudo-Apollodore place le déluge de Deucalion lors de son règne.
Il se maria à Pédias (en), une Lacédémonienne, fille de Mynès, dont il eut trois filles : Cranaichmé (en), Atthis et Cranaé (en). Atthis mourut jeune et Cranaos décida de donner son nom à la province de l'Attique, qui jusque-là portait le nom de son premier roi, Actée.
Cranaos fut détrôné par Amphictyon, mari de Cranaé (ou d'Atthis selon certaines versions où Cranaé serait morte plus âgée), et mourut en exil à Lamptrée.

## Sources
- Pseudo-Apollodore, Bibliothèque [détail des éditions] [lire en ligne] (III, 14, 5-6).
- Pausanias, Description de la Grèce [détail des éditions] [lire en ligne] (I, 2, 6 ; I, 31, 3).